# Füstös karakara
A füstös karakara (Milvago chimango) a madarak osztályának sólyomalakúak (Falconiformes) rendjébe és a sólyomfélék (Falconidae) családjába tartozó faj.

## Rendszerezése
A fajt Louis Pierre Vieillot francia ornitológus írta le 1816-ban, a Polyborus nembe Polyborus chimango néven. Egyes szervezetek szerint a Phalcoboenus nembe tartozik Phalcoboenus chimango néven.

## Alfajai
- Milvago chimango chimango (Vieillot, 1816)
- Milvago chimango temucoensis  W. L. Sclater, 1918[1]

## Előfordulása
Dél-Amerika déli részén, Argentína, Brazília, Chile, a Falkland-szigetek, Paraguay és Uruguay területén honos. Természetes élőhelyei a szubtrópusi és trópusi bozótok, száraz területek, magashegységek lejtői, az erdőirtások helyén kialakuló gyér növényzetű tájak, füves puszták és mezőgazdasági területek. Vonuló faj.

## Megjelenése
Testhossza 32–43 centiméter, szárnyszélessége 80–99 centiméter; a hím átlagos testtömege 289 gramm, a tojóé 300 gramm. Bár a sólymok közé tartozik, megjelenése a hazai ragadozó madarak közül inkább az ölyvekre vagy kányákra emlékeztet, szárnyai szélesek, evezőtollai a szárnyvégen ujjasan szétállnak. Az egerészölyvnél kisebb, karcsúbb, és erőteljesebb röptű madár.
Teste barna színezetű, de röptében jól látszik a világos farkcsík és szárny háti oldalán egy világos sáv.
|  |  |

## Életmódja
Rovarokkal, apró gerinces állatokkal és dögökkel táplálkozik.

## Természetvédelmi helyzete
Az elterjedési területe rendkívül nagy, egyedszáma pedig növekszik. A Természetvédelmi Világszövetség Vörös listáján nem fenyegetett fajként szerepel.